# Lamproneura lucerna
Lamproneura lucerna är en trollsländeart som beskrevs av De Marmels 2003. Lamproneura lucerna ingår i släktet Lamproneura och familjen Protoneuridae. Inga underarter finns listade i Catalogue of Life.